# Khilok (rivière)
Pour les articles homonymes, voir Khilok (homonymie).

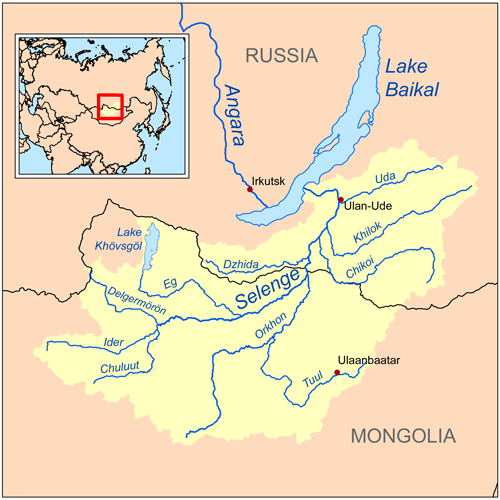
Carte du bassin de la Selenga et de ses affluents, dont le Khilok (au centre-droit sur la carte)

Le Khilok (en russe : Хилок) est une rivière de Russie qui coule en 
Sibérie orientale. C'est un affluent de la Selenga en rive droite, donc un sous-affluent de l'Ienisseï par la Selenga, le lac Baïkal, puis l'Angara.

## Géographie
Le Khilok traverse le kraï de Transbaïkalie et la république autonome de Bouriatie. Sa longueur est de 840 kilomètres, et son bassin versant s'étend sur 38 500 km2.
Il naît dans l'ouest du kraï de Transbaïkalie à 50 km (à vol d'oiseau) au nord-ouest de Tchita, à une altitude de 965 m, en tant qu'émissaire du lac Arakhleï. Ce lac qui s'étend sur 58,5 kilomètres carrés se trouve au niveau de la ligne de partage des eaux entre les bassins versants de l'Ienisseï et de la Léna : il possède en effet deux émissaires, l'un vers l'Ienisseï, le Khilok, et l'autre vers le Vitim, important tributaire de la Léna. Après un parcours de deux kilomètres sous le nom de Kholoï, il traverse le lac Chakcha vaste étendue de 53,6 km2 . Dans cette région, il reçoit encore les eaux d'autres lacs, dont le principal est le lac Irguen (33,2 km2) dont l'émissaire est l'un de ses tributaires.
Son cours est orienté vers le sud-ouest. Il continue son parcours sur le territoire du kraï de Transbaïkalie au sein d'une large vallée parallèle aux monts Iablonovy qui la longent du côté sud-est. Après avoir franchi la limite de la Bouriatie, il adopte progressivement la direction de l'ouest. Une centaine de kilomètres avant son embouchure, il effectue un brusque coude vers le nord, direction qu'il maintient jusqu'à la fin de son parcours. Il se jette dans la Selenga en rive droite à une altitude de 522 mètres et à 40 kilomètres en aval de la confluence Tchikoï-Selenga à Novosselenguinsk. 
Le Khilok est pris par les glaces entre octobre/début novembre et mi-avril/début mai.

## Le Khilok et le Transsibérien
Le Khilok est longé par la ligne ferroviaire du Transsibérien dans son cours supérieur, sur plus de 300 kilomètres, à partir du confluent avec la Baliaga à l'ouest, jusqu'à la ville de Sokhondo à l'est. Après quoi, la voie ferrée franchit les monts Iablonovy en direction de la vallée de l'Ingoda et de la ville de Tchita.

## Affluents
- Le Khilaa (rive droite)
- La Bloudnaïa (rive gauche)
- La Baliaga (rive droite)
- L'Oungo (rive gauche)
- La Maleta (rive gauche)
- Le Bouï (rive gauche)

## Villes traversées
Le Khilok traverse la ville homonyme de Khilok.

## Hydrométrie - Les débits mensuels à Khaïlastouï
Le débit du Khilok a été observé pendant 62 ans (de 1936 à 1997) à Khaïlastouï, localité située à 22 kilomètres de sa confluence avec la Selenga. 
Le débit inter annuel moyen ou module observé à Khaïlastouï sur cette période était de 97,6 m3/s pour une surface de drainage de 38 300 km2, soit la quasi-totalité du bassin versant de la rivière qui en compte 38 500. 

La lame d'eau écoulée dans ce bassin versant se monte ainsi à 80,4 millimètres par an, ce qui doit être considéré comme modéré, mais assez abondant dans le contexte du bassin de la Selenga, caractérisé généralement par un écoulement assez médiocre. 
Rivière alimentée en partie par les pluies d'été et aussi par la fonte des neiges, le Khilok est un cours d'eau de régime pluvio-nival qui présente deux saisons bien marquées. 
Les hautes eaux se déroulent de la fin du printemps jusqu'à l'automne, du mois de mai au mois d'octobre inclus, avec un sommet en mai qui correspond au dégel et à la fonte des neiges. Le bassin bénéficie de précipitations en toutes saisons, assez abondantes sur les sommets de la partie supérieure ou orientale de son bassin. Elles tombent sous forme de pluie en été, ce qui explique que les débits de juillet à septembre-octobre soient abondants. En septembre un second sommet se dessine même, correspondant aux pluies de la saison et favorisé par la moindre évaporation due à la baisse des températures. En octobre, le débit de la rivière baisse, ce qui mène à la période des basses eaux, liée aux très basses températures de l'hiver est-sibérien. Cette saison de basses eaux, d'une durée de six mois, a lieu de novembre à début mai et correspond aux importantes gelées qui envahissent toute la région. 
Le débit moyen mensuel observé en février (minimum d'étiage) est de 4,11 m3/s, soit moins de 2 % du débit moyen du mois de mai (220 m3/s), ce qui souligne l'amplitude très élevée des variations saisonnières. Sur la durée d'observation de 62 ans, le débit mensuel minimal a été de 0,020 m3/s (vingt litres) en mars 1979, tandis que le débit mensuel maximal s'élevait à 562 m3/s en juin 1936. 
En ce qui concerne la période estivale, libre de glaces (de mai à septembre inclus), le débit mensuel minimal observé a été de 37,7 m3/s en septembre 1958, niveau restant encore fort appréciable. Un débit mensuel estival inférieur à 40 m3/s est tout à fait exceptionnel. 